# Вулиця Володимира Мономаха (Дніпро)
Вулиця Володимира Мономаха — одна з найстаріших вулиць Дніпра. Розташована у центральній, історичній частині міста — у Шевченківському адміністративному районі, в історичній місцевості Половиця. Довжина вулиці — 670 метрів.

## Назва
Історична назва — вулиця Московська. Від часу заснування (у XVIII столітті) до 2015 року ніколи не змінювала назви.

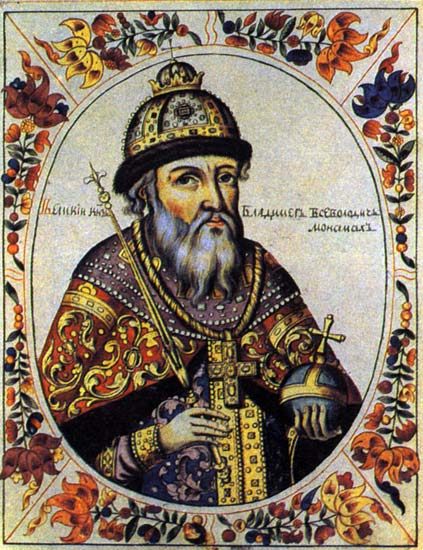
Володимир Мономах

Сучасну назву отримала на честь Великого князя київського Володимира Мономаха у 2015 році. Хоча дія законодавства про декомунізацію не поширювалася на історичну назву вулиці, Московську все ж було вирішено перейменувати через «ознаки підпорядкування Росії, що є країною-агресором».

## Історія

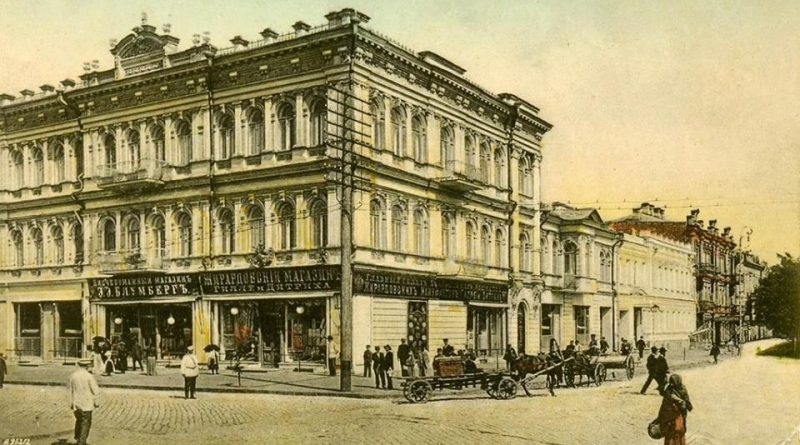
Перетин Московської і Проспекту (1910-ті)

Точний час появи вулиці невідомий — імовірно, що вона існувала ще у козацькій Половиці, тобто до заснування Катеринослава. Принаймні, на плані міста 1793 року на Московській вже позначені існуючі будівлі. Тоді, як і зараз, вулиця починалася від проспекту Дмитра Яворницького і доходила до Дніпра (тепер до Січеславської Набережної). До вулиці Володимира Мономаха прилучаються вулиці Князя Володимира Великого, Королеви Єлизавети II та Театральний бульвар.
На вулиці до сьогодні збереглася значна частина історичної забудови.

## Будівлі

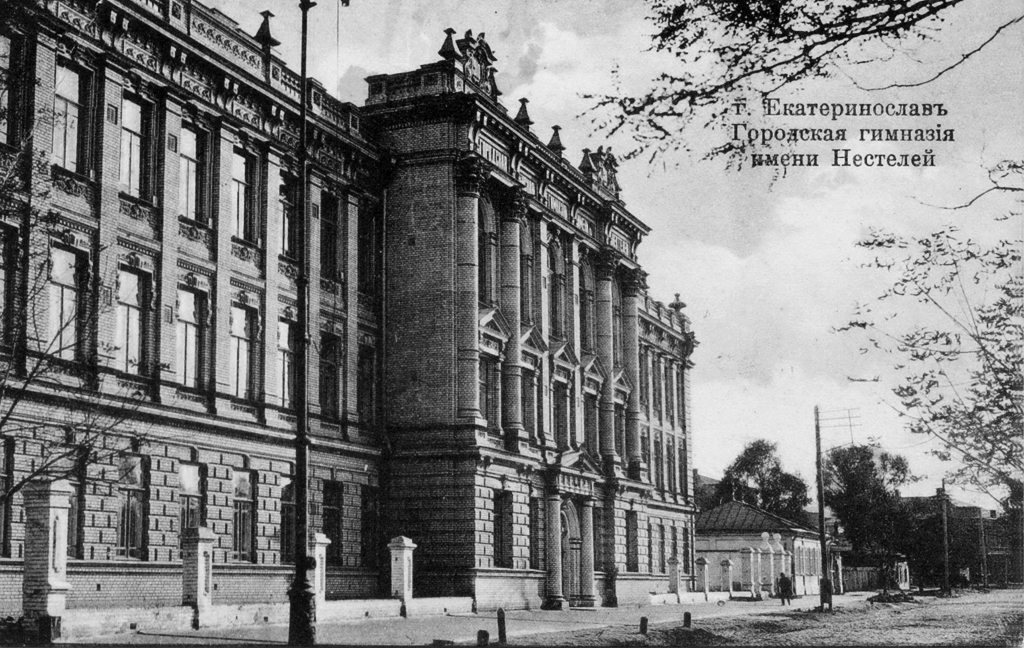
Міська гімназія імені Нестелів (1910-ті)

- № 1 — будинок Б. Шишмана збудовано у 1903—1905 роках й за свою вікову історію неодноразово змінював призначення. Був одним із перших торгово-ділових центрів Катеринослава. Прибутковий будинок прямокутної форми, складався з двох частин — основної триповерхової та додаткового двоповерхового крила, який був удвічі коротшим за основну частину. Пам'ятний барельєф на будинку свідчить, що з часу будівництва тут знаходилась перша Катеринославська міська публічна бібліотека[2]; з 1911 року тут відкрилася Катеринославська купецька спілка взаємного кредиту[3]. За радянських часів приміщення часто змінювали власників. З 1950-х років основні площі в будівлі займали магазини, контори та ресторани, Дніпропетровська міська філія Державного банку, Дніпровська міська бібліотека (у вересні 2011 року будівля реконструйована та відреставрована), нині займає торговий центр преміум класу «Library». Напроти будинку Б. Шишмана знаходиться триповерхова будівля ювеліра Грановського зі скляною кулею на її вежі, яка була збудована у 1913 році за проєктом архітектора С. В. Віленського до 1941 року. На її місці сучасна непрацююча ротонда ЦУМу;
- № 6 — Колишня ІІІ Жіноча гімназія імені Нестелів збудована за проєктом архітектора Дмитра Скоробогатова у 1912 році; радянські часи тут розташовувалася Обласна партійна школа при ЦК Комуністичної партії України, а з 1991 року — Інститут природовикористання та екології Національної академії наук України;
- № 17 — Дніпровська флотилія юних моряків і річковиків; Національна комісія регулювання електроенергетики України (Дніпропетровське територіальне представництво);
- № 21 — Дніпропетровський академічний обласний український молодіжний театр (колишній Дніпропетровський театр ляльок);
- № 29 — ясла-сад № 50.

## Перехресні вулиці
- проспект Дмитра Яворницького;
- Центральна вулиця;
- Театральний бульвар;
- вул. Королеви Єлизавета II;
- вулиця Князя Володимира Великого;
- Січеславська Набережна.